# Gare de Fougères
La gare de Fougères est une ancienne gare ferroviaire française des lignes de Vitré à Pontorson et de Saint-Hilaire-du-Harcouët à Fougères, située sur le territoire de la commune de Fougères, dans le département d'Ille-et-Vilaine, en région Bretagne. Elle était également le terminus d'une ligne des tramways d'Ille-et-Vilaine, qui reliait la ville jusqu'à la station Rennes - Le Mail, via Liffré.
Elle est mise en service en 1867 par la compagnie des chemins de fer de l'Ouest dans le cadre de la liaison de la Bretagne à Paris. Après une phase d'expansion jusqu'au début du XXe siècle, les activités de la gare décline à la fin du siècle. En 1972, les trains de voyageurs sont arrêtés, puis les trains de fret en 1991.
La gare est détruite au début des années 2000 et son site laisse désormais place à un centre commerciale et une médiathèque. 

## Situation ferroviaire
Établie à 97 mètres d'altitude, la gare de Fougères était située au point kilométrique (PK) 36,112 des lignes de Vitré à Pontorson et de Saint-Hilaire-du-Harcouët à Fougères,. Sur cette première ligne, la gare se situait entre celles de La Selle-en-Luitré et de Saint-Brice-en-Coglès, toutes deux désaffectées depuis.

## Histoire

### Genèse de la gare
En 1850, la compagnie des chemins de fer de l'Ouest est créée dans l'optique de relier par le rail la péninsule bretonne à la capitale Paris, en desservant les anciennes voies royales. Alors que la ligne de Paris-Montparnasse à Brest est inaugurée en 1857, le député Pierre Albert de Dalmas promet de faire venir le train à Fougères.
Le 30 août 1865, la ligne entre Vitré et Fougères est déclarée d'intérêt local. En 1867, moins de deux ans après la déclaration d'utilité publique, 37 km de voies sont construites entre les deux villes et une première gare est inaugurée à Fougères,,. Elle est composée d'un hall de 8 m de large donnant sur un quai découvert de 240 m2 et d'une halle à marchandises de 224 m de superficie,. Un atelier de réparation et le dépôt central des six trains de la compagnie de chemins de fer sont également présents, permettant l'entretien de l'ensemble des trains de la ligne. À son lancement, la ligne au départ de Fougères met 3 heures pour rejoindre Rennes.
Le 22 décembre 1869, dans le cadre d'une concession du prolongement jusqu'au Mont-Saint-Michel, la section nord de la ligne, entre Fougères et Moidrey, est déclarée d'utilité publique. Les travaux débute l'année suivante mais sont mis en pause pendant la guerre franco-allemande de 1870. Cette extension nécessite le creusement d'une tranchée urbaine dans Fougères de 282 m ainsi que l'installation d'un pont à la rue des Feuteries. La première gare, qualifiée de primitive du fait des qualités de constructions moindres de la ligne Vitré-Fougères, est alors entièrement remaniée à l'occasion de ce prolongement. Un premier tronçon qui relie la gare de Fougères à celle de Saint-Brice-en-Coglès ouvre à partir du 18 janvier 1872. L'ensemble de la ligne jusqu'à Moidrey est mise en exploitation en octobre 1872,. L'objectif de cette ligne est de faciliter le commerce maritime pour les villes de Fougères et Vitré.
En 1879, la gare voit passer 3 trains mixtes de voyageurs et marchandises dans chaque sens,. En 1882, avec l'émergence des trains de plaisir, une nouvelle liaison jusqu'à Saint-Malo est inaugurée pour rejoindre la côte d'Émeraude en 4 heures,.

### Développement ferroviaire

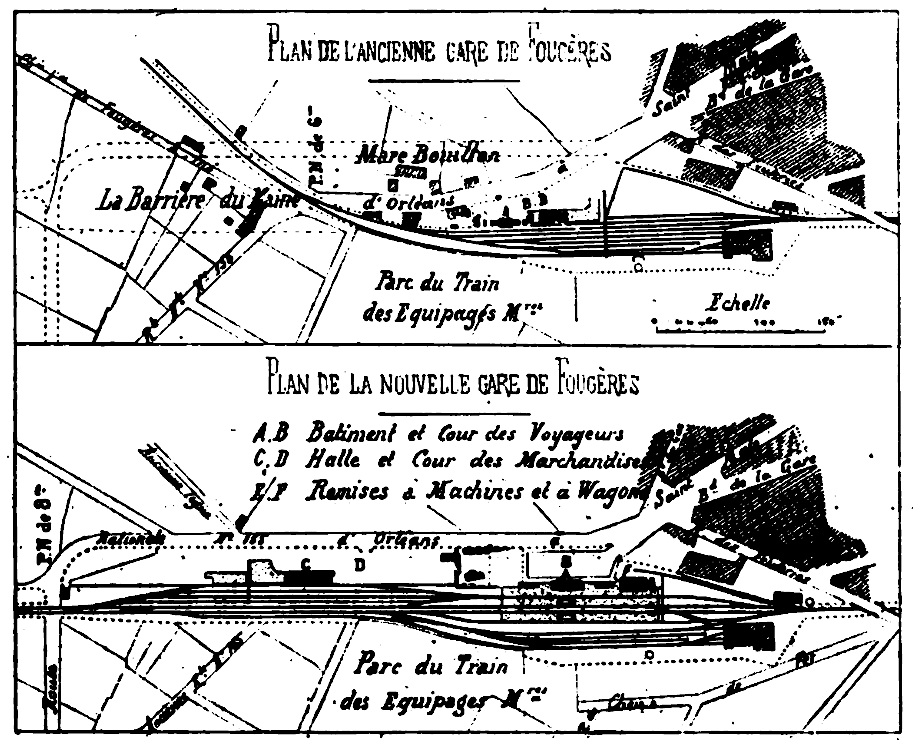
Plan de la gare avant et après son extension

À la fin du XIXe siècle, dans le cadre des raccordements aux ligne de Mayenne à La Selle-en-Luitré et ligne de Saint-Hilaire-du-Harcouët à Fougères, la gare est agrandie et ses abords sont transformés pour accompagner le développement ferroviaire. La voie ferrée en amont de la gare est doublée au début des années 1890, ce qui implique la création d'un second tunnel au sein de la ville, parallèle au premier, et la création d'un nouveau pont des Feuteries plus large. Cette gare rénovée couvre une superficie de 272 m2 avec un pavillon central avec un étage et deux ailes adjacentes sans étage. Le rez-de-chaussée du pavillon est dédié aux guichets à billets et à bagages, la messagerie et le bureau du chef de gare. L'aile droite dispose de la salle d'attente des voyageurs tandis que l'aile de gauche est destinée aux départs et arrivées de bagages. L'étage du pavillon comprend les appartements du chef et du sous-chef de gare.
En 1893, la Compagnie de l'Ouest dépose un dossier d'aménagement afin d'agrandir l'emprise de la gare, avec de nouveaux bâtiments, l'implantation de grues hydrauliques et l'extension de la plate-forme de 150 m vers le sud. Cette extension requiert la suppression d'un passage à niveau enclavant le quartier des Orières. Une pétition est lancée en 1894 par les habitants afin de mettre en place une passerelle piétonne pour relier ce quartier à celui de la gare. Un accord sera trouvé trois décennies ans plus tard, en 1925 et la passerelle est inaugurée en avril 1928,.

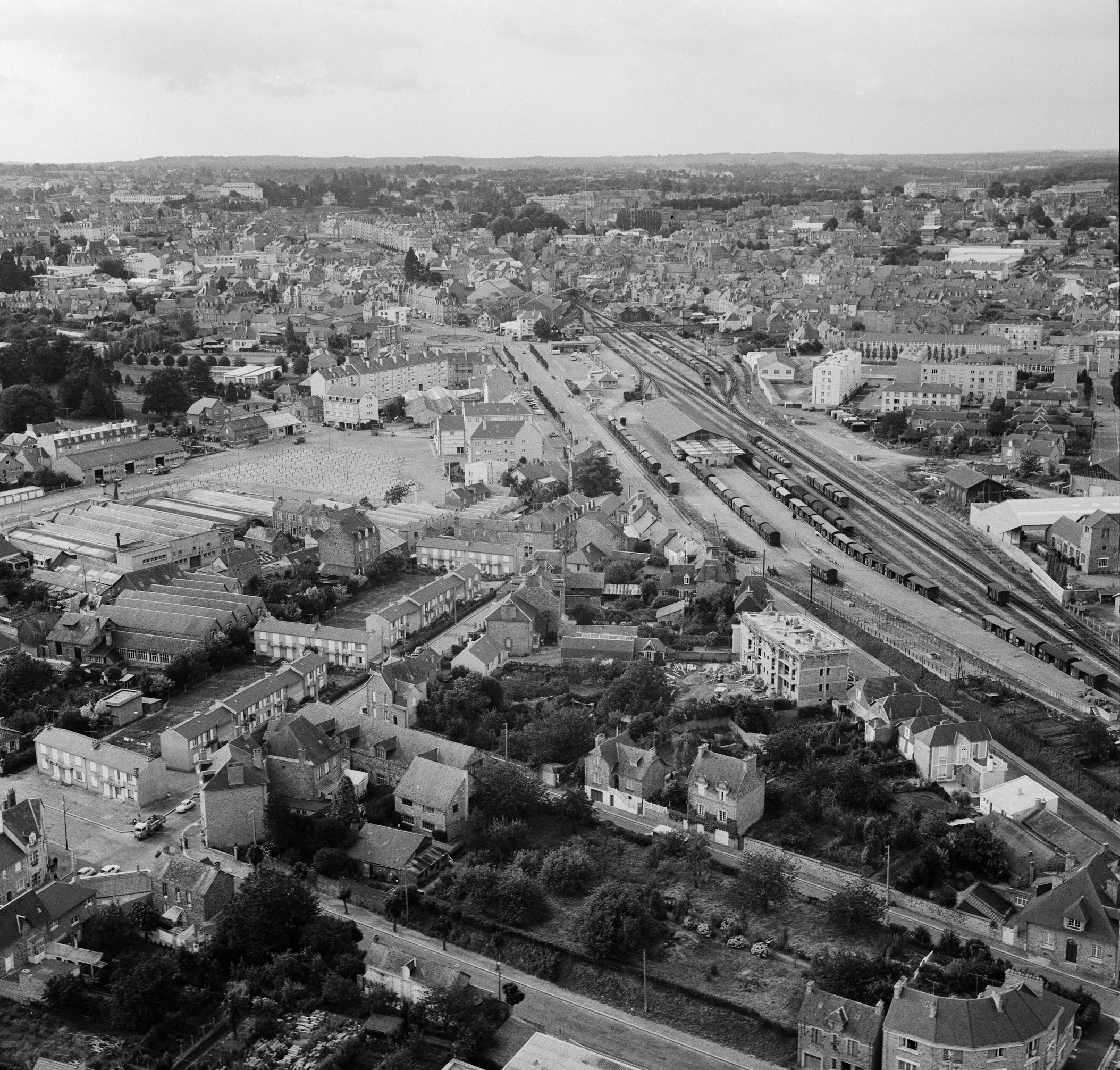
Vue aérienne de Fougères au XX, avec les rails et la gare au premier plan

Au début du XXe siècle, la gare accueille également le tramway jusqu'à Rennes. En 1909, à la suite de la reprise des activités de la Compagnie de l'Ouest par l'administration des chemins de fer de l'État, le député Alexandre Lefas dépose une proposition de loi afin de créer une ligne d'intérêt national entre Paris et la gare de La Brohinière passant par la gare de Fougères, sans succès.
Au plus fort de son activité, la gare emploie 195 agents, et quatre lignes de trains fréquentent la gare de Fougères quotidiennement dans chaque sens,. 

### Déclin et fermeture
Dans les années 1930, le déclin s'amorce avec la fermeture progressive des services aux voyageurs de plusieurs lignes, ne restant que la liaison avec Vitré à partir de mars 1938.
Le 6 juin 1944, durant la seconde Guerre mondiale, la gare est visée par l'armée allemande bombarde la gare. Elle sera remise en état par l'armée américaine durant la Libération.
Dans les années 1960, la gare reste important dans le secteur du fret : le marché de bestiaux de Fougères est le plus important de la région, avec 1 928 wagons au départ de la gare pour environ 40 000 animaux transportés. Cette affluence requiert quelques aménagements des quais pour augmenter la capacité de la gare. En 1968, Fougères est la deuxième gare d'expédition d'Ille-et-Vilaine avec 3 653 t, loin derrière Rennes (plus de 10 570 t) mais un niveau similaire à Redon (3 586 t) et la troisième pour les arrivages avec 3 126 t
Cependant, à la fin des années 1960, l'avenir de la ligne entre Fougères et Vitré est menacé, par une volonté de centralisation du fret de la SNCF. Dans deux questions au gouvernement en 1969, le député Michel Cointat alerte le gouvernement sur l'importance de la gare de Fougères pour le tissu économique local, souligne que la ligne est rentable. Le ministre des Transports répond en 1970 que la suppression de la gare de Fougères aurait pu faire une économie d'exploitation de 287 000 francs sur l'année 1967, soit 35 francs la tonne transportée.

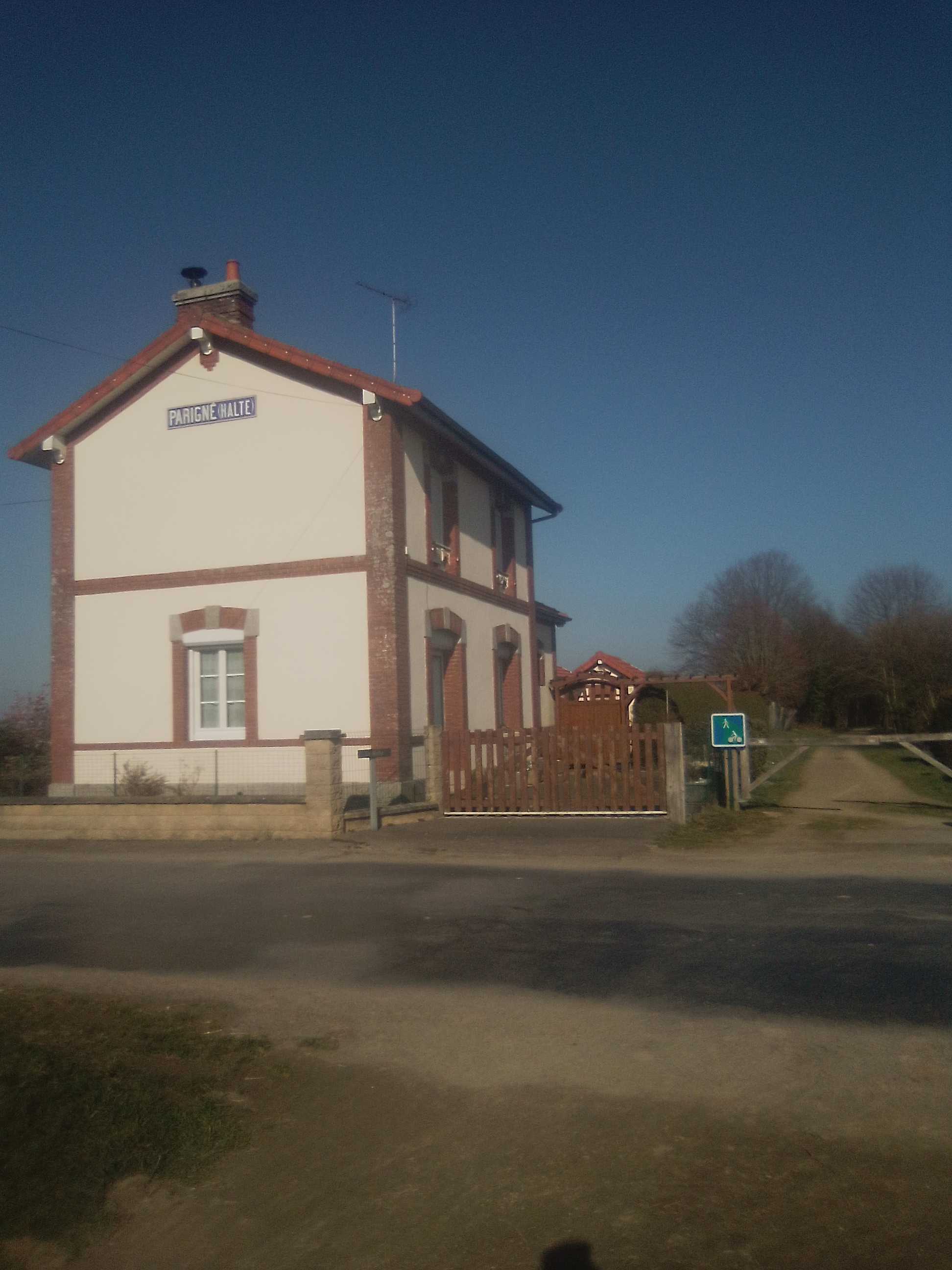
Ancienne halte de Parigné, dont le trafic avec Fougères est stoppé en 1972. Les rails ont depuis été retirés et l'emprise reconvertie en voie verte.

Le service des voyageurs est arrêté le 6 mars 1972 et la gare ferme définitivement en 1991 avec le retrait du fret. Le site reste alors inutilisé pendant plusieurs années. 
Cette fermeture est un facteur d'enclavement de la ville. Entre 1975 et 2010, la population de Fougères chute de 26 000 à moins de 20 000 habitants. Déjà frappée par la crise du secteur de la chaussures à la fin des années 1960, la ville subit la désindustrialisation et Louis Feuvrier, maire de la ville, constate qu'il a été difficile d'attirer des entreprises sur le territoire avant l'arrivée de l'autoroute A84 en 2003.

### Reconversion des lieux
En février 1997, le déclassement de la gare est demandé par la commune. En février 1999, le conseil municipal acte la création d'une zone d'aménagement concerté afin de reconvertir la gare en nouvelles surfaces commerciales.
Entre 2000 et 2003, les emprises de la gare sont remplacées par la médiathèque municipale « La Clairière », ainsi que par le centre commercial « Le Forum de la Gare »,,. Ce second projet vise à renforcer l'activité commerciale dans la ville et limiter son exode vers Rennes avec l'arrivée de l'autoroute A84 en 2003. Le lieu est inauguré le 21 août 2003.
Depuis la disparition de la gare, Fougères est la seule sous-préfecture de Bretagne et ville de plus de 20 000 habitants non reliée au réseau ferroviaire,. Pour substituer au train, des liaisons routières en cars existe via le réseau BreizhGo, avec une gare routière située à l'endroit historique de la gare ferroviaire. La ligne 590 (ex-9a), qui relie Fougères à Rennes est la plus fréquentée du réseau régional, avec 400 000 voyageurs en 2024. 
Le collectif FRET — Fougère-Rennes En Train — milite depuis 2014 pour la réouverture d'une gare à Fougères pour accompagner le développement de l'aire d'attraction de Rennes jusqu'à Fougères. Début 2025, l'agglomération de Fougères déclare vouloir piloter une étude pour le retour du train, avec un renouvellement du soutien de la Région Bretagne aux réflexions engagés pour rétablir une ligne ferroviaire entre Fougères et la capitale bretonne,.

## Service aux voyageurs

### Desserte
À son apogée, la gare de Fougères est desservie par trois lignes : 
- la ligne de Vitré à Pontorson, dont la section entre Fougères et Pontorson est fermée le 2 octobre 1938 ;
- la ligne de Mayenne à La Selle-en-Luitré, fermée le 1er mars 1938 ;
- la ligne de Saint-Hilaire-du-Harcouët à Fougères, fermée le 10 octobre 1938 ;

La liaison avec Vitré est conservée commercialement jusqu'en mars 1972, avant d'être remplacée par une substitution routière.

Réseau ferroviaire en Ille-et-Vilaine en 1900, avec les trois lignes en service
Réseau ferroviaire en 1950, avec uniquement la liaison commerciale jusqu'à Vitré
Réseau ferroviaire en 2020, sans liaison à Fougères